# 陳幼堅

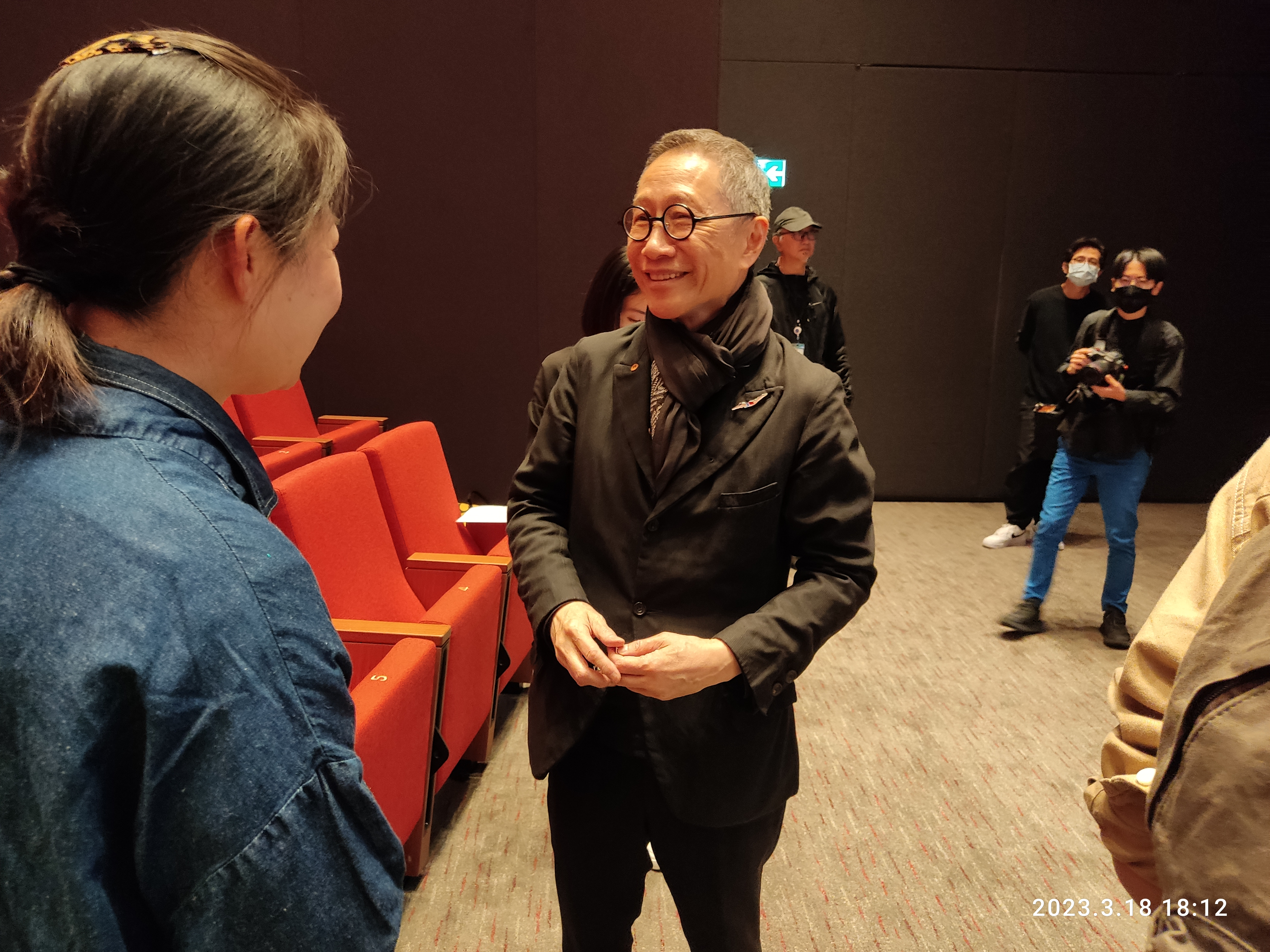

陳 幼堅（ちん ようけん、1950年 - ）は香港出身のインテリアデザイナーである。イングリッシュネームはAlan Chan。 
世界的に有名なインテリアデザイナーであり、1980年には陳幼堅設計公司を自ら設立した。 
また、日本やアメリカ、イギリスなどの賞を600個以上も受賞した。

## 受賞した賞
陳幼堅は香港特別行政区政府から栄誉勲章を2002年に受賞した。これ以外にも、日本やアメリカ、イギリスなどの国の賞を受賞している。

## 個展
過去に開かれた陳幼堅の個展について説明する。
- 1991年 <East Meets West> Ginza Graphic Gallery, 東京
- 2002年 <東情西韻> Ginza Graphic Gallery, 東京
- 2003年 <生活的藝術> 香港文化博物館, 香港
- 2007年 <因為生活⋯陳幼堅×Alan Chan Design co 作品展>, 上海博物館

## 作品
- 光文社新書の装幀・シンボルマーク。